# 黃純青
黃純青（1875年3月1日—1956年1月24日），名炳南，幼名丙丁，字純青，晚年自號晴園老人。出生於新北市樹林區，瀛社詩人、墨家及儒教支持者、企業家。總督府評議會員。

## 生平

### 清治時期
黃純青生於光緒元年（1875年） 農曆1月24日（陽曆3月1日）。9歲時受教於王作霖於樹林創設之仰山書房（樹林國小前身），前後13年，子黃得時亦曾受教於此。
18歲，參加科舉鄉試，通過縣考與府考「一考五覆」名列前茅，院考正場合格，但次覆落榜。再度準備覆考時，甲午戰爭爆發，臺灣已屬日本領土而斷功名之路。
1895年，日軍登陸南下，黃純青投筆從戎，「賦詩唐去民無主、旗揚虎有威、明知烏合眾、抗戰未全非」，與鄉民於埤角火車站、塔寮坑（今之桃園市龜山區龍壽里）襲擊日軍。然實力不敵敗陣而退，樹林百姓13人陣亡，葬於風櫃店（即十三公墓）。黃純青背負七十歲病中父親，遠走避難文山。

### 日治時期
黃純青在日治時期屢膺要務，23歲時派任桃園廳樹林區區長及台北州海山郡鶯歌庄長達33年，樹林信用組合長及畜產組合長25年，臺灣畜產協會理事長10年，桃園水利組合評議員8年，臺灣總督府評議會員10年，臺灣新民報社顧問11年。
1928年，台灣總督府以其多年連任公職，對地方自治、農村振興、教育施設有功，奏請敘勳六等，授瑞寶章。
1931年，林獻堂等組織「反對限制臺米移入內地期成同盟會」，全臺五州各有代表，純青與郭廷俊為臺北州代表，是年九月東京訪首相齋藤實交涉，終使日本政府收回成命，改按月平均移入。
昭和16年(1941年)辭去公職，遷居臺北市圓山，新居號「晴園」，以詩會友 。

### 中華民國時期
1945年任臺灣省農會理事長。1946年4月15日，黃純青經臺北縣參議會選舉選任為首屆臺灣省參議員；同年11月8日受臺北縣縣長陸桂祥邀請，與楊雲萍等仕紳召開「臺北縣修志委員會」會議。1947年二月二二八事件爆發，黃純青遭臺灣省警務處舉報為「二二八首謀主犯」；是年12月9日，黃純青辭去臺灣省參議員，由盧根德遞補。
1950年起任臺灣省文獻委員會主任委員，後接任聯合國文教組織中國委員會委員、內政部禮俗委員會委員、省政府顧問等職。
1956年12月17日上午8時40分因血管硬化症在台北市中山北路晴園過世，享年82歲。隔年1月24日，在台北市濟南路開南商工學校禮堂舉行公祭，安葬於台北縣樹林鎮大同山麓。

### 事業
明治39年（1906年）黃純青與謝旺、周居山、王旺等7名股東共同出資，以3千2百日圓資金，於樹林166番地成立「樹林製酒公司」，乃樹林地區最早以集資組合方式製酒者。1920年時黃純青、周居山、黃逢時三人合議擴大經營樹林紅酒株式會社。他於日治時期歷任桃園廳樹林區長及臺北州海山郡鶯歌庄長長達33年，於1931年因台灣總督府限制台米外銷日本，而與總督府積極交涉，獲得勝訴。戰後之1946年當選中華民國第一屆臺灣省參議會議員。不過因為二二八事件退出政壇，前後擔任台灣通志館與台灣省文獻委員會的主任委員。

## 台灣話文運動
黃純青曾與劉克明等創組詠霓詩社。嗣又參加瀛社，終戰後創設薇閣吟社，並參與心社，首倡全國詩人大會，有《晴園詩草》上卷，得七言絕句138首，龍文出版社將其手稿影印發行，收為「臺灣先賢詩文集彙刊」之一部。1930年代支持中國白話文、臺灣話文，二次大戰時又提倡漢詩研究會。

### 墨子思想與儒家學說
黃純青自小深受儒家學說影響，後因戰爭影響，對墨子思想有很深的感觸，著有「孔墨並尊論」及「兼愛非無父辯」，重新反省儒學與墨學的關係，發揚墨家兼愛精神。

### 台灣話文運動
黃純青支持台灣話文運動，強調詩風當更真實自然，文學當力求實用與大眾化。1932年1月1日，在《南音》創刊號寫下〈粗品〉：
|  | 郭君秋生惠我書，告我南音文藝雜誌將出版，索我祝詞。 什麽是文藝，問我々不知，聊寫我所感，杜撰幾句粗品詩。 海外孤懸自囿島，保守思想印人腦，現狀維持難進步，結局萬事都落伍。 君不見兼愛無父舊說保，學術思想已落伍，又不見古典主義舊說保，文學思想也落伍。 眞文學是時代鏡，眞實自然，第一緊要。 賦成紙貴免恭維，這樣美文今非其時，秋興八首免恭維，這樣好詩今非其詩。 唉！白話散文嫌無味，眞可腦，依舊奧妙思想保，這樣文人逆潮流，不打自倒。 唉！香山詩句嫌粗俗，眞可惱，依舊幽雅思想保，這樣文人逆潮流，不打自倒。 唉！小說寫實嫌巷議，眞可惱，依舊輕視思想保，這樣文人逆潮流，不打自倒。 唉！歌謠自然嫌野鄙，眞可惱，依舊賤視思想保，這樣文人逆潮流，不打自倒。 我今不受韻律拘，我今不受詩律束，笑我不律我樂受，我愛自然無拘束。 一九三一‧一二‧一五 |

## 家族
清仁宗嘉慶6年（1801年）黃純青祖父黃元隆（1776-1852年）隻身渡臺，定居海山堡彭福庄（今樹林區）開墾務農。黃元隆生三子二女，三子黃火煅（1823-1896），即黃純青之父。
黃純青之妻周復旦（1877-1956年）乃樹林望族周居山之長女，年方二十即嫁給當時22的黃純青，明治39年（1906年）任愛國婦人會臺灣支部幹事，終戰前曾任樹林主婦會會長。

## 著作
- 「晴園年譜」三卷
- 「晴園詩草」四卷
- 「晴園文存」四卷
- 「八十自述」一卷
- 「基隆和高雄」一冊
- 「臺灣地方自治選舉問答」
- 「鶯歌沿革誌」
- 「黃元隆公派下族譜」